# Białe Misie i...!!!
Białe misie i...! – czternasty album zespołu Top One wydany na płycie i kasecie przez wytwórnię Music Ton w 2000 roku. Album zawiera 12 utworów. Znajduje się na nim osiem nowych wersji utworów Top One i cztery covery znanych piosenek wykonawców tj. F.R. David, Baltimora czy Papa Dance.

## Lista utworów
1. "Biały miś" (muz. i sł. Mirosław Górski)
2. "Miła moja" (muz. i sł. twórcy ludowi)
3. "Words – Don't come easy" (muz. i sł. F. R. David)
4. "Granica" (muz. i sł. twórcy ludowi)
5. "Tyle zdarzeń" (muz. i sł. twórcy ludowi)
6. "Nasz Disneyland (Mona Lisa)" (muz. Adam Patoch, sł. Jan Sokół)
7. "Tarzan Boy" (muz. i sł. Maurizio Bassi)
8. "Santa Maria" (muz. i sł. twórcy ludowi)
9. "Taka mała" (muz. i sł. twórcy ludowi)
10. "Wróć Yesterday" (muz. Paweł Kucharski, sł. Jan Krynicz)
11. "Nietykalni" (muz. Adam Patoch, sł. Marek Fanga)
12. "Bliska moim myślom" (muz. i sł. twórcy ludowi)

- Produkcja: Paweł Kucharski i Dariusz Zwierzchowski
- Nagrań dokonano w Horhe Studio w Warszawie w okresie wrzesień 1999 – marzec 2000

## Skład zespołu
- Paweł Kucharski – śpiew, instrumenty klawiszowe
- Dariusz Zwierzchowski – chórki, instrumenty klawiszowe
- Agnieszka Lipska – chórki, instrumenty klawiszowe, taniec
- Katarzyna Gibson – chórki, taniec

## Aranżacje utworów
- Paweł Kucharski – utwory: 2, 6, 7, 9, 10, 11, 12
- Dariusz Zwierzchowski – utwory: 3, 5, 8
- Paweł Kucharski i Dariusz Zwierzchowski – utwory: 1, 4